# James Wade
Pour les articles homonymes, voir Wade.
James Wade, né le 15 août 1975 à Memphis (Tennessee), est un joueur puis entraîneur américain de basket-ball, naturalisé français.

## Carrière
Freshman en 1994-1995, James Wade réalise 2,5 points, 2,0 rebonds et 1,0 passe décisive avec les Blue Raiders de Middle Tennessee puis rejoint en sophomore le junior college de Chattanooga State pour des moyennes de 18,6 points, 7,5 passes décisives, 5,1 rebonds et 2.9 interceptions. Il rejoint la NCAA les Owls de Kennesaw State pour ses deux dernières saisons universitaires avec 9.1 points, 2,9 rebonds, 2,9 passes décisives et 1,2 interception en 56 rencontres.
Non drafté à sa sortie de l'université en 1998, il dispute l'essentiel de sa carrière de joueur en Europe et notamment en France. Il joue à Cambrai (2001-2004), Carquefou (2008-2009) ou encore l'Aurore de Vitré (2009-2010).
Wade rencontre puis épouse Edwige Lawson-Wade en 2001 : « Je jouais à Valenciennes et lui à Cambrai. Il m'a vue en photo dans Maxi-Basket et a annoncé à un de ses coéquipiers, « voilà ma future femme » ». Ils jouent souvent dans des pays différents et se retrouvent à Montpellier en 2011 : « James était l'an passé à Épinal, moi à Valence, et il m'a évoqué Montpellier qui l'a séduit sur internet, où son cousin (Tony Windless) avait joué par le passé. Quelques jours plus tard, je recevais une proposition du BLMA... ». Il l'épouse, prend la double nationalité franco-américaine et de cette union est née un fils James III.
Après avoir été observateur en 2012 (« Dan Hughes connaissait un peu James, lui a demandé d’être stagiaire. Il a fait une année en stagiaire et le GM a vu que James avait vraiment des qualités pour être entraîneur et dès l’année d’après, il lui a proposé d’avoir un poste d’assistant » raconte Edwige Lawson-Wade), il devient en 2013 adjoint de l’entraîneur de l'équipe WNBA des Stars de San Antonio Dan Hughes. « Une année, le coach m’a chargé de m’occuper du système défensif de l’équipe. On est passé de onzième défense à sixième défense de la ligue. Ce que j’ai fait cette année-là, tout le monde l’a vu et ça m’a valu une nouvelle ligne sur ma réputation. » En hiver, il rejoint Lattes-Montpellier où il est entraîneur adjoint de l'équipe professionnelle et dirige les joueuses espoires en 2015-2016.
En mars 2017, après avoir été proche de rejoindre le Sky de Chicago, il quitte le Texas pour rejoindre le Lynx du Minnesota comme entraîneur adjoint. Sandy Brodello ayant pris la tête de la sélection australienne, Wade est choisi en avril 2017 pour la remplacer comme adjoint d'Olaf Lange du club russe d'UMMC Iekaterinbourg
Le Lynx remporte les Finales WNBA 2017 par trois victoires à deux contre les Sparks de Los Angeles, ce qui permet au club du Minnesota d'égaler le record des quatre titres des Comets de Houston et à Wade son premier titre.
En avril 2018, il remporte l'Euroligue féminine comme adjoint de Miguel Mendez avec UMMC Iekaterinbourg.
En novembre 2018, il est nommé entraîneur principal du Sky de Chicago. Malgré une saison régulière 2021 moyenne (16 victoires - 16 défaites), le Sky parvient à remporter son premier titre de champion en ne perdant que deux manches de play-offs et s'impose en finale 3 à 1 face au Mercury de Phoenix,.
Entraîneur titulaire du Sky de Chicago, champion WNBA 2021, il est contacté par l'équipe NBA des Raptors de Toronto qui l'engage dès juillet 2023 comme entraîneur adjoint pour la saison 2023-2024 de la NBA.

## Palmarès
- Champion de la saison WNBA 2017[10] (assistant) et de la saison WNBA 2021 (titulaire).
- Vainqueur de l'Euroligue féminine 2018[11]